# Do 212 (航空機)
ドルニエ Do 212は4座席の水陸両用の実験機である。ドルニエのスイス工場で製作された。1938年にドイツのドルニエとスイスの工場で設計が始められ、試作機はスイス工場が製作した。
全金属機で翼端にフロートを取り付け、460 bpの空冷12気筒エンジンは胴体内に収納され、水面から離れて取り付けられた推進式の4枚羽のプロペラを12度傾いたシャフトで駆動するという設計がなされた。
初期の滑走試験の結果、翼端フロートが大きくされた。1942年8月3日、離水試験が行われたが、離水できなかった。 Do 24によって牽引され離水したが、不安定な飛行特性のためにパイロットはすぐに着水させた。試験飛行はそれで終わった。延長シャフトに伴う問題やエンジンの冷却の問題が明白となり、開発は中止され試作機は1943年に廃棄された。 